# Lefebvre MP.20 Busard
Le MP.20 Busard est un avion de course monoplace conçu par Robert Lefebvre sur la base de l'avion de record MP.204 Busard de Max Plan. La construction a été simplifiée et allégée. C'est un monoplan à aile basse cantilever, à train fixe classique.

## Construction
Le fuselage, entièrement en bois, est constitué de deux flancs assemblés par quatre cadres et par l'étambot. La partie avant est rigoureusement droite, ainsi que la partie arrière. Le cintrage se fait après le cadre dossier de fuselage, à l'endroit du coffre à bagage. Le cadre 1 sert de cloison pare-feu et supporte le moteur. Le cadre 2 assure la liaison aile-fuselage. Le cadre 3 sert de dossier au pilote. Le cadre 4 et l'étambot terminent la poutre.
Le réservoir d'essence en aluminium de 40 litres de contenance se trouve dans la partie avant.
Le bâti moteur est en tubes d'acier 25CD4S. Le moteur est équipé d'un prolongateur d'hélice.
La voilure est de forme trapézoïdale, de 6 mètres d'envergure et 1,50 mètre de corde à l'emplanture. Le profil d'aile est un NACA 23012 calé à 1°, sans vrillage. L'aile comporte 22 nervures maintenues entre le longeron principal et le longeronnet. L'aile est entièrement coffrée en bois. Les volets et ailerons sont à fente.
Le train d'atterrissage est un lame de Dural cintrée qui se fixe au fuselage.

## Historique
Le prototype, immatriculé F-PTXT, a été construit à Rouen par Robert Lefebvre et les élèves du C.E.S Albert Camus de 1971 à 1973.
L'avion vola d'abord avec un moteur Continental A65. Après quelques dizaines d'heures de vol, Robert Lefebvre le remplace par un Continental C90.
Les plans sont mis à disposition des constructeurs amateurs en 1973, sous le nom MP.205, avec quelques modifications par rapport au prototype. Il y a eu 7 avions construits au total, dont 5 sont encore en état de vol en 2013.
Robert Lefebvre décède en 1985 aux commandes du F-PTXT à Villeneuve-sur-Lot, à la suite d'une rupture de l'hélice en vol.

## Variantes

### MP.205
Dans les plans sont mis à disposition des constructeurs amateurs, le moteur est un Continental C90. Le réservoir avant ne fait plus que 25L, et un réservoir supplémentaire de 47L est ajouté derrière le pilote.

### MP.207
Moteur Continental O-200